# August van Aaken
August van Aaken SVD (* 6. Juli 1914 in Kevelaer; † 11. August 1990) war römisch-katholischer Bischof in Paraguay.

## Leben
August van Aaken empfing am 28. April 1941 das Sakrament der Priesterweihe für die Steyler Missionare.
Am 25. Juli 1972 ernannte ihn Papst Johannes Paul II. zum Titularbischof von Achyraus und bestellte ihn zum Prälaten von Alto Paraná. Antonio Innocenti spendete ihm am 12. August desselben Jahres die Bischofsweihe; Mitkonsekratoren waren der Erzbischof von Asunción, Ismael Blas Rolón Silvero, und der Bischof von Villarrica, Felipe Santiago Benítez Ávalos. 1989 erhielt er das Große Bundesverdienstkreuz mit Stern.